# How to Start a Fire
Albums de Further Seems Forever
The Moon Is Down
(2001) Hide Nothing
(2004)
How to Start a Fire est le deuxième album du groupe Further Seems Forever, sorti en 2003 chez Tooth & Nail Records. C'est le seul album enregistré avec le chanteur Jason Gleason, qui venait de remplacer le chanteur originel Chris Carrabba quand celui-ci décida de se consacrer exclusivement à son projet solo Dashboard Confessional. How to Start a Fire est également le premier album avec le guitariste Derick Cordoba, replaçant le guitariste originel Nick Dominguez.

## Liste des titres
Toutes les chansons par Further Seems Forever.
1. How to Start a Fire – 2:51
2. The Sound – 3:41
3. A Blank Page Empire – 4:09
4. Against My Better Judgement – 3:41
5. I Am – 3:24
6. Pride War – 3:04
7. On Legendary  – 3:40
8. Insincerity as an Artform – 3:44
9. The Deep  – 3:46
10. Aurora Borealis (In Long Form) – 4:50

## Membres
- Jason Gleason - chant
- Josh Colbert - guitare
- Derick Cordoba - guitare
- Chad Neptune - basse
- Steve Kleisath - batterie
- James Wisner - claviers, guitares additionnelles

## Informations sur l'album
- Record label: Tooth & Nail Records
- Record label (vinyl version): Broken Circles Records
- All songs written by Further Seems Forever.
- Recorded, engineered, and mixed by James Paul Wisner at Wisner Productions.
- Produced by James Paul Wisner and Further Seems Forever.
- Executive producers: Brandon Ebel and Bill Power.
- Mastered by Alan Douches at West Side Mastering.
- Illustrations by David Rankin.
- Band photography by Alan Ferguson.
- Art direction by Further Seems Forever.
- Design by Kris McCaddon and Further Seems Forever.